# SN 1961V
SN 1961V var en supernova i Perseus som identifierades första gången av Fritz Zwicky 1964. Den exploderade i galaxen NGC 1058.

### Fotnoter
1. 1 2  Voisey, Jon (5 november 2010). ”What was SN 1961V?”. Universe Today. http://www.universetoday.com/77535/what-was-sn-1961v/. Läst 1 augusti 2011.